# Двустен
Двустенът е тип многостен, който има 2 лица, представляващи мнгогоъгълници, които имат общи ръбове.
В тримерно Евклидово пространство е дегенерат, ако лицата му са плоски, докато в тримерно сферично пространство двустенът може да бъде представен като леща.

## Видове
- Едноъгълен двустен
- Двуъгълен двустен
- Триъгълен двустен
- Квадратен двустен
- Петоъгълен двустен
- Шестоъгълен двустен
- Безкрайноъгълен двустен

|  |  |  |  |